# Дункан, Арне
Арне Дункан (англ. Arne Duncan; род. 6 ноября 1964, Чикаго) — политик, психолог, 9-й министр образования США.

## Биография
Арне Дункан родился в чикагском районе Гайд-Парк в 1964 году. Его мать Сьюзен Гудрич (урождённая Мортон), сотрудник своего же детского центра, а отец Старки Дэвис Дункан, профессор психологии в Чикагском университете. У Арне норвежские, шотландские, немецкие, шведские и английские корни. В детстве он большую часть своего времени проводил в центре матери. Среди друзей его детства были актёр Майкл Кларк Дункан и певец R. Kelly.
Дункан учился сначала в Чикагском университете, а затем перешёл в Гарвард, который окончил в 1987 году со степенью бакалавра психологии и наградой magna cum laude. Дипломная работа была написана на тему «Ценности, устремления и возможности низших городских слоёв».
В Гарвардском университете Дункан был игроком баскетбольной команды «Гарвард Кримсон». С 1987 по 1991 год он профессионально выступал на играх в Австралии. В Тасмании он встретил свою будущую жену Карен Луанн Дункан. Ныне они живут в Арлингтоне, штат Виргиния, у них двое детей: Клэр и Райан.

## Карьера
В 1992 году его друг и инвестиционный банкир Джон Роджерс назначил Дункана директором программы Ariel Education Initiative, призванной помочь получить образование и пойти учиться дальше детям одной из худших городских школ Чикаго. После того, как в 1996 году эта школа была закрыта, Дункан и Роджерс сыграли важную роль в её повторном открытии и утверждении нового устава. В 1999 году он назначен заместителем Пола Валласа, генерального директора Chicago Public Schools. 26 июня 2001 года мэр Чикаго Ричард Дейли назначил Дункана на должность директора.
20 января 2009 года Сенат США утвердил назначение президентом Бараком Обамой на должность министра образования Арне Дункана. На этом посту он занимается реформой государственных школ, увеличением их числа, выделением дополнительных средств из федерального бюджета, изменением законов, добиваясь цели: ни одного отстающего ребёнка.
2 октября 2015 года Данкен во всеуслышание объявил о своём намерении уйти в отставку в конце 2015 года и о своём преемнике — Джоне Кинге, занимавшем текущий года должность заместителя Министра. СМИ охарактеризовали его пребывание в должности, как «готовность погрузиться с головой в широкую дискуссию о роли правительства в сфере образования».
В марте 2016 года Данкен заявил о своём участии образовательном проекте Пало Альто в качестве управляющего партнёра.
В 2017 году он стал старшим научным сотрудником Школы государственной политики Харриса при Чикагском университете.
В 2018 году он написал книгу "Как работают школы: An Inside Account of Failure and Success From One of the Nation's Longest-Serving Secretaries of Education, подробно описывает его работу по продвижению стандарта Common Core и обсуждает примеры того, как учащиеся не успевают получить образование, необходимое для поступления в колледж, что послужило толчком к продвижению этой политики.
Хотя Дункан не имеет прямых связей с Висконсином, он сказал: "Мне повезло, что доктор Керр была моим школьным учителем, ее забота об учениках очевидна... Висконсину нужен сильный лидер на этой должности, и я рад, что у этого штата есть шанс получить ее в качестве следующего суперинтенданта штата". Наряду с сенатором штата Леной Тейлор из Милуоки, Дункан была одной из немногих видных демократов, поддержавших Керр в предвыборной гонке.
В январе 2022 года Дункан выразил заинтересованность в выдвижении своей кандидатуры на выборах мэра Чикаго в 2023 году. В марте 2022 года он объявил, что решил не баллотироваться.

## Личная жизнь
Познакомился со своей будущей женой — Карен Линн (уроженка Тасмании) — в Австралии. Их дети — Клэр и Райан — ходят в частную школу в Чикаго.

## Баскетбол
Во время учебы в Гарварде он был капитаном университетской баскетбольной команды. С 1987 по 1991 год он играл в профессиональный баскетбол, в основном в Австралии, в таких командах, как Истсайд Спектерс из Мельбурна, Национальной баскетбольной лиги (Австралазия).